# Castillejo de Iniesta (kommunhuvudort)
Castillejo de Iniesta är en kommunhuvudort i Spanien.   Den ligger i provinsen Provincia de Cuenca och regionen Kastilien-La Mancha, i den centrala delen av landet, 190 km sydost om huvudstaden Madrid. Castillejo de Iniesta ligger 817 meter över havet och antalet invånare är 194.
Terrängen runt Castillejo de Iniesta är lite kuperad. Runt Castillejo de Iniesta är det glesbefolkat, med 16 invånare per kvadratkilometer. Närmaste större samhälle är Motilla del Palancar, 10,7 km väster om Castillejo de Iniesta. Trakten runt Castillejo de Iniesta består till största delen av jordbruksmark.